# Sérgio da Rocha
Sérgio da Rocha, né le 21 octobre 1959 à Dobrada, est un prélat brésilien, archevêque de la capitale fédérale Brasília de 2011 à 2020 et archevêque de Salvador de Bahia depuis 2020, créé cardinal au consistoire du 19 novembre 2016 par le pape François.

## Biographie

### Jeunesse et formation
Sérgio da Rocha naît à Dobrada dans l'État de São Paulo. Après sa scolarité élémentaire et secondaire, il suit le cursus de philosophie au séminaire diocésain de São Carlos et de théologie à l'institut de théologie de Campinas. Il est licencié en théologie morale de la faculté de théologie Nossa Senhora da Assunção à São Paulo et est titulaire d'un doctorat obtenu à l'académie alphonsienne de Rome. 

### Prêtre
Il est ordonné prêtre le 14 décembre 1984 pour le diocèse de São Carlos. Il exerce différentes responsabilités dans le diocèse de São Carlos (pt), que ce soit en paroisse, au séminaire, ou dans les services du diocèse.

### Évêque
Le 13 juin 2001, Jean-Paul II le nomme évêque titulaire d'Alba (de) et évêque auxiliaire de archidiocèse de Fortaleza. Il reçoit la consécration épiscopale le 11 août suivant des mains de José Tosi Marques, archevêque de Fortaleza. 
Le 31 janvier 2007, Benoît XVI le nomme archevêque coadjuteur de Teresina. Il succède à Celso Pinto da Silva le 3 septembre 2008 sur le siège archiépiscopal. 
Il est transféré à Brasília le 15 juin 2011 pour prendre la succession de João Bráz de Aviz appelé par Benoît XVI à la Curie romaine. 
Le 20 avril 2015, il est élu président de la conférence nationale des évêques du Brésil et, le 14 novembre suivant, il fait partie des trois prélats nommés par François au conseil ordinaire de la Secrétairerie générale du Synode des évêques. 
Le 18 novembre 2017, il est nommé rapporteur général de la XVe assemblée générale du synode des évêques qui se tient alors au mois d’octobre 2018, sur le thème « les jeunes, la foi et le discernement des vocations ».
Le 11 mars 2020 il est nommé archevêque de São Salvador da Bahia. 

### Cardinal
Il est créé cardinal comme seize autres prélats lors du consistoire du 19 novembre 2016 par François qui lui attribue le titre de Santa Croce in via Flaminia. Il est installé dans sa paroisse cardinalice le 23 avril 2017.

## Succession apostolique
Sérgio da Rocha a ordonné les évêques suivants:
- Évêque Valdir Mamede (pt) (2013)
- Évêque José Aparecido Gonçalves de Almeida (pt) (2013)
- Évêque Marcos Antônio Tavoni (pt) (2014)
- Évêque Jeová Elias Ferreira (pt) (2020)
- Évêque Giovani Carlos Caldas Barroca (pt) (2020)
- Évêque Dorival Souza Barreto Júnior (pt) (2021)
- Évêque Valter Magno de Carvalho (pt) (2021)
- Évêque Juraci Gomes de Oliveira (pt) (2023)